# Gumantar
Gumantar is een bestuurslaag in het regentschap Noord-Lombok van de provincie West-Nusa Tenggara, Indonesië. Gumantar telt 5405 inwoners (volkstelling 2010).